# فريج (اسم)
فريج هو اسم علم مذكر من أصل عربي، ومعناه هو تصغير «فرج».

## وصلات خارجية
- موسوعة السلطان قابوس لأسماء العرب نسخة محفوظة 5 أبريل 2019 على موقع واي باك مشين.